# 领先用户
领先用户（英語：Lead User）是麻省理工学院的埃里克·冯·希贝尔教授1986年提出的的一个术语。他对领先用户的定义如下：
1. 领先用户面临在市场中具有普遍意义的需求，但会在市场大众遇到这些需求的数月或数年前遇到这些需求。
2. 领先用户位于有利位置上，可以通过得到这些需求的解决方案提供重要的帮助。

换言之，领先用户是产品的用户，但他们知道一些尚未被大众所知的需求，并且如果他们能够得到解决这些需求的方案，他们将会很大程度上提供帮助。